# Фёдорова, Татьяна Васильевна
Татья́на Васи́льевна Фёдорова (род. 19 июня 1956, Кошмаш-Тойси, Ибресинский район, Чувашская АССР, РСФСР, СССР) — российская государственная и муниципальная деятельница. Депутат Собрания депутатов Ненецкого автономного округа ХXVIII созыва. Член партии КПРФ.
Глава МО «Городской округ «Город Нарьян-Мар»» — административного центра Ненецкого автономного округа (2012—2017).

## Биография
Окончила Казанский инженерно-строительный институт и Ленинградскую высшую партийную школу. С 1978 года работала инженером-конструктором проектного института «Псковгипроводхоз», в 1979 году — начальником планово-производственного отдела строительного управления «Ибресигражданстрой» Чувашской АССР, с 1983 года — старшим инженером производственно-технического отдела СМУ «Амдермастрой». Затем была приглашена на работу в промышленно транспортный отдел Ненецкого окружного комитета КПСС. С 1990 года жила и работала в Амдерме, избиралась председателем поселкового совета, в течение 15 лет была затем главой администрации поселения.
С 2006 года была заместителем главы администрации МО "Городской округ «Город Нарьян-Мар» по вопросам имущественных отношений и безопасности.
Один раз избиралась депутатом Архангельского областного совета и трижды (1994—1996, 1996—2000, 2018—2023) — депутатом Собрания депутатов Ненецкого автономного округа. 14 января 2001 года участвовала в выборах Главы Администрации Ненецкого автономного округа, набрав 1,89 % голосов избирателей. 18 мая 2008 года заняла третье место на выборах Главы администрации МО "Городской округ «Город Нарьян-Мар» с 18,26 % голосов
4 марта 2012 года избрана главой муниципального образования "Городской округ «Город Нарьян-Мар», набрав 39,61 % голосов.
10 сентября 2017 года участвовала в выборах в Совет городского округа «Город Нарьян-Мар» третьего созыва и заняла второе место, проиграв кандидату от партии Единая Россия Елене Хабаровой.
9 сентября 2018 г. избрана депутатом Собрания депутатов Ненецкого автономного округа по одномандатному избирательному округу, выиграв выборы у действующего председателя Собрания депутатов Анатолия Мяндина.

## Деятельность на посту Главы города
После избрания Татьяны Фёдоровой, члена КПРФ, на пост Главы администрации Нарьян-Мара периодически возникали конфликтнаые ситуации с Администрацией НАО и Губернаторами Ненецкого АО: Игорем Фёдоровым, а затем Игорем Кошиным, а также с городским советом. Противостояние между городской и окружной властью возникало по поводу передачи ряд полномочий с муниципального на окружной уровень, по земельным и бюджетным вопросам. Администрация НАО обвиняла городскую администрацию в неэффекивной работе. 29 декабря 2015 года Игорь Кошин на совещании вручил Татьяне Федоровой в качестве новогодних подарков книгу В. И. Ленина «Апрельские тезисы» и Уголовный кодекс РФ.

## Деятельность в международном муниципальном движении
В октябре 2013 года на IV Всемирном саммите местных и региональных лидеров в Рабате, Татьяна Фёдорова была избрана членом исполнительного бюро Евразийского отделения Всемирного саммита местных и региональных лидеров. В декабре 2015 года на заседании Всемирного совета организации «Объединённые города и местные власти» в Париже Татьяна Фёдорова представляла Евразийское отделение ОГМВ. В составе делегации Евразийского отделения ОГМВ представляла Нарьян-Мар на Всемирном саммите местных и региональных властей 12-15 октября 2016 года в Боготе.

## Деятельность в Собрании депутатов Ненецкого автономного округа
13 сентября 2020 года на выборах Губернатора Ненецкого автономного округа вопреки позиции фракции КПРФ в НАО, руководителем которой она являлась, Фёдорова проголосовала за кандидатуру Ю. В. Бездудного.

## Уголовные дела
В 2002 году в Амдерме силами МУП «Амдермаэкология» при очистке территории поселка от мусора и металлолома из отвалов прошлых лет была отобрана пробная партия флюорита, которая была продана одному из оборонных заводов. В 2003 году прокуратура НАО провела проверку деятельности Фёдоровой по организации этих работ и нарушений не обнаружила. В 2006 году прокуратура НАО неожиданно вернулась к делу по флюориту и возбудила против Фёдоровой уголовное дело по статье «превышение полномочий должностным лицом». В июне 2008 года Нарьян Марский городской суд приговорил Федорову к штрафу в размере 75 тысяч рублей. Верховный суд, и Генеральная прокуратура, рассмотрев дело, отметили многочисленные нарушения, допущенные городским судом в ходе процесса. Дело возвратили на новое рассмотрение, и в итоге приговором Нарьян-Марского суда Татьяна Федорова была полностью оправдана, а кассация в Верховном суде это решение подтвердила. Прокуратура НАО принесла Татьяне Фёдоровой официальные извинения. С Министерства финансов РФ за счет казны РФ в пользу Федоровой была взыскана компенсация морального вреда в размере 200 000 рублей
17 октября 2016 года СУ СКР по Архангельской области и НАО возбудил в отношении Татьяны Фёдоровой уголовное дело по статье «злоупотребление должностными полномочиями» По версии следствия, в 2013—2014 годах Фёдорова оказала содействие знакомому в получении не нуждающемуся в жилом помещении, двухкомнатной квартиры из социального жилищного фонда Нарьян-Мара, а затем согласовала заявление о приватизации этой квартиры. По версии Татьяны Фёдоровой это была помощь почётному гражданину НАО оформить документы на квартиру, которой его семья владеет больше 20 лет. Уголовное дело было прекращено весной 2017 года в связи с отсутствием состава преступления. За Татьяной Федоровой, было признано право на реабилитацию. 21 июня Фёдорова подала иск о возмещении ущерба от незаконных действий органов дознания, следствия и прокуратуры в Нарьян-Марский городской суд, который удовлетворил исковое заявление, взыскав моральный вред 200 тысяч рублей. 25 августа 2017 года прокуратура принесла Фёдоровой официальные извинения.